# Guild Guitar Company
Guild Guitar Company — американська компанія з виробництва гітар, заснована в 1952 Альфредом Дронге, гітаристом і власником музичного магазину, а також Джорджем Манном, колишнім керівником Epiphone Guitar Company. З 2014 року є частиною бренду Córdoba Music Group .

## 1950-1980-ті

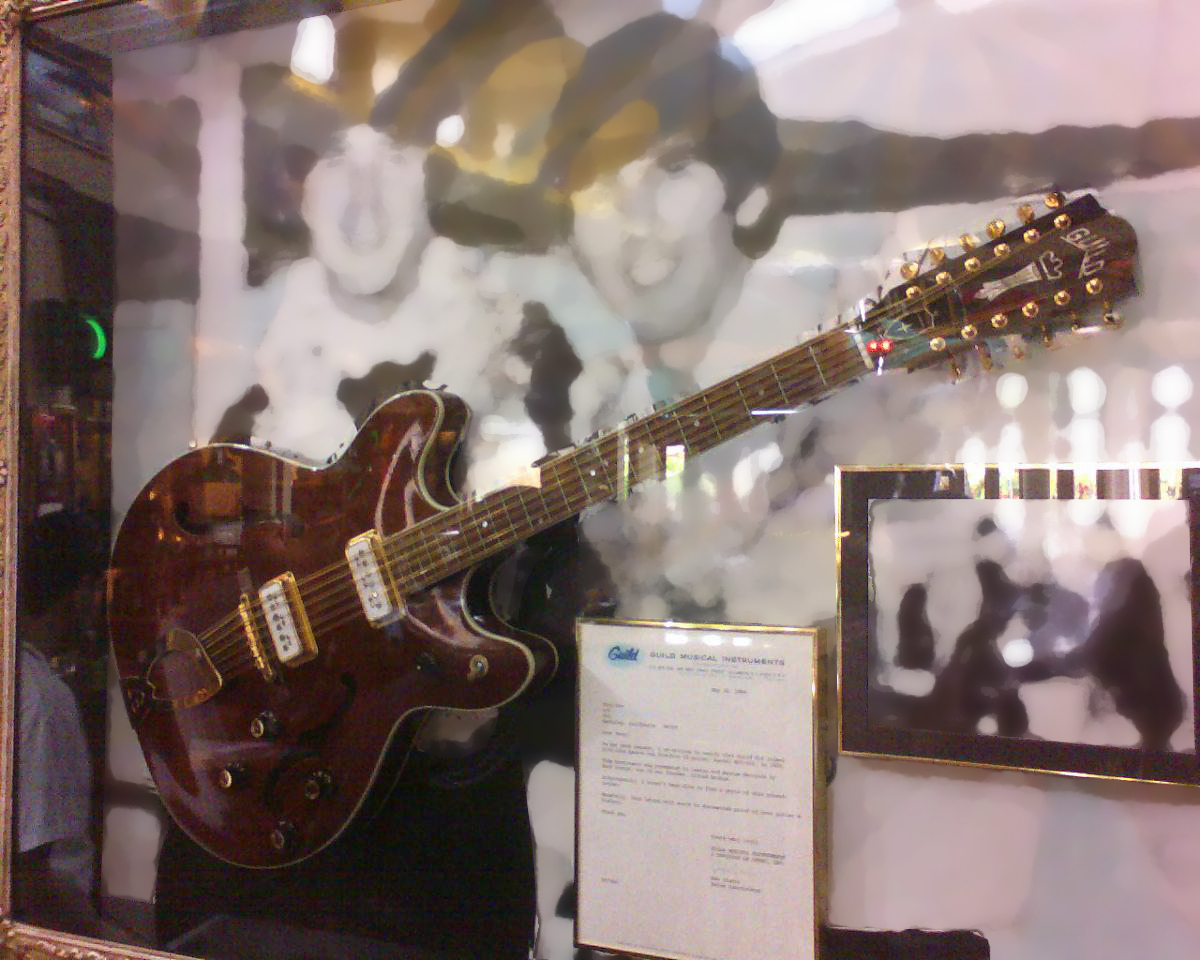
Дванадцятиструнна гітара Guild Starfire XII 1966 року випуску, що належала Джону Леннону

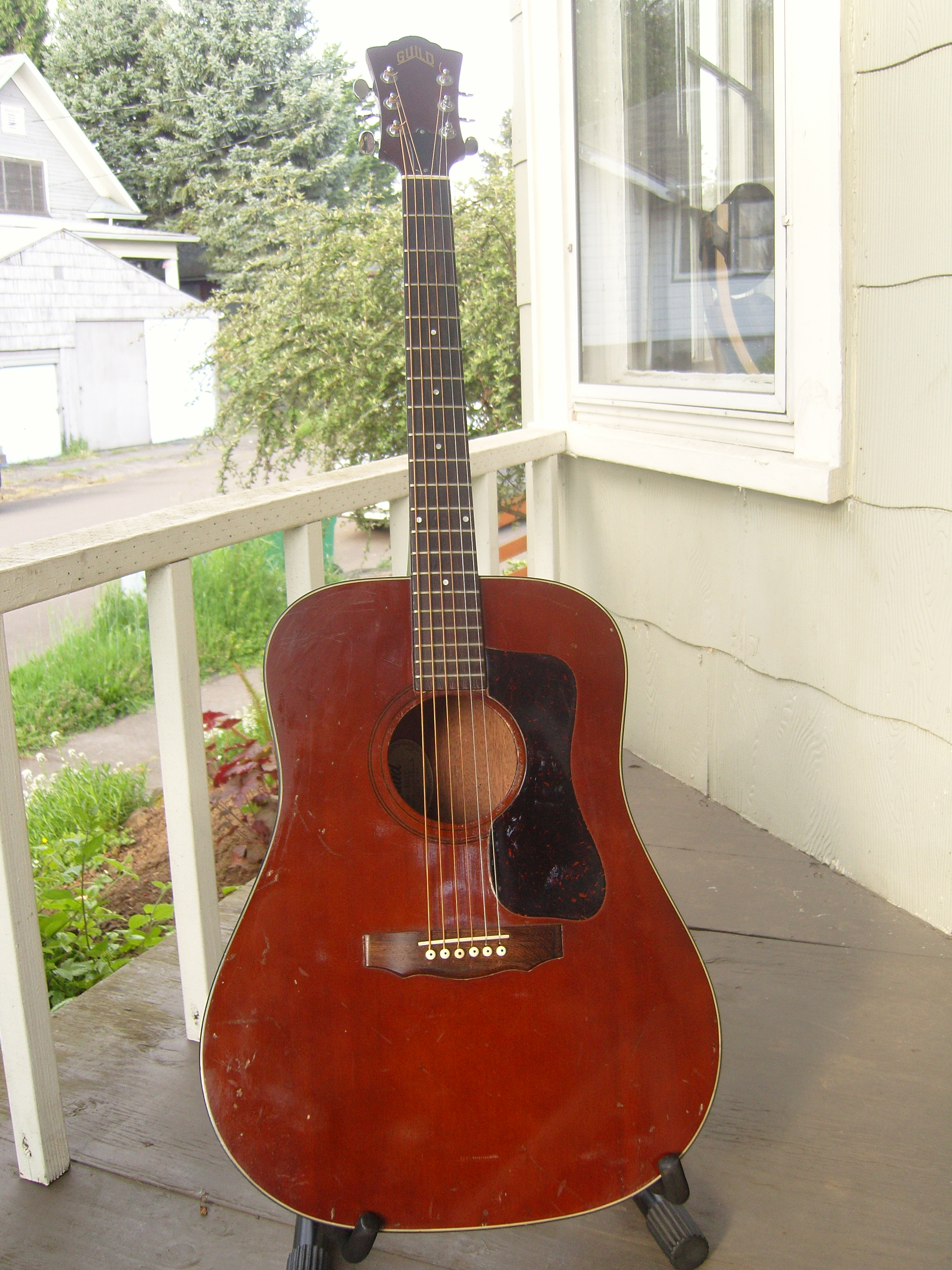
Guild D25M 1979 року

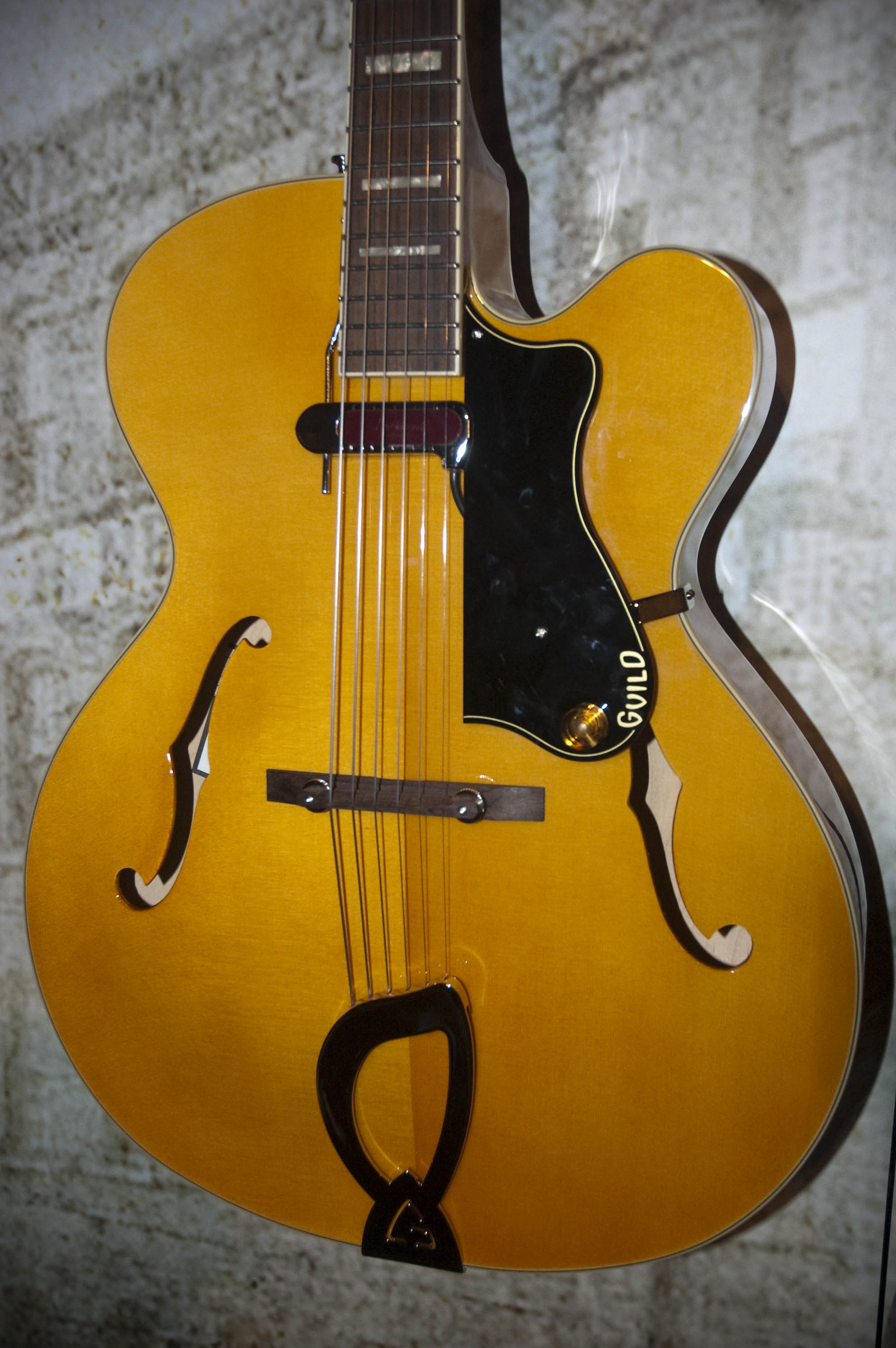
A-150 Savoy

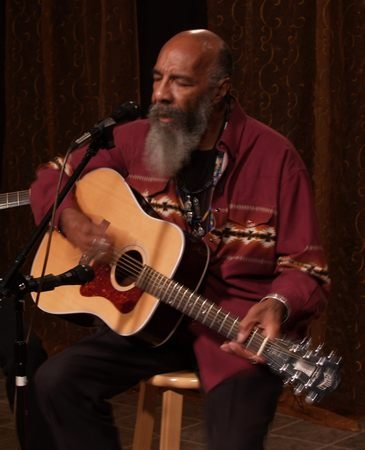
Річі Гевенс використовував гітару Guild D40 під час виступу в Вудстоку в 2006 році

Перша майстерня Guild була розташована в Манхеттені, Нью-Йорк, в якій Дронге займався виробництвом електричних і акустичних джазових гітар. Серед робітників майстерні — переважно колишні співробітники Epiphone, які втратили свої робочі місця після страйку 1951 року, і подальшого переїзду компанії з Квінз до Філадельфії. Завдяки швидкому зростанню компанія переїхала у більш просторе приміщення на Ньюарк-стріт в Хобокені, штат Нью-Джерсі, в старій будівлі R. Neumann Leathers . Популярність фолк-музики на початку 60-х років спонукала компанію зосередитись на виробництві акустичних фолкових і блюзових гітар. Випущена серія D-40, D-50 і, пізніше, D-55 склала конкуренцію гітарам Martin D-18 і D-28, а також моделям Jumbo і Grand Concert «F», популярних серед блюзових гітаристів. Примітна також 12-струнна гітара Guild, яка використовувала корпус Jumbo «F» і подвійні анкери на шийці грифа для отримання глибокого, багатого тону, що відрізняв її від дзвонких дванадцятиструнних гітар Martin.
Компанія продовжувала розширюватися і була продана корпорації Avnet. У 1966 році виробництво гітар перемістилося в Вестерло, штат Род-Айленд. Нове покоління фолк-рокерів стало використовувати гітари Guild для концертних виступів. Наприклад, на відкритті фестивалю " Вудсток " в 1969 році Річі Гевенс використовував гітару Guild D-40.
Протягом 1960-х Guild стали освоювати ринок електрогітар, просуваючи лінію напівакустичних гітар (Starfire I, II і III) і гітар з напівсуцільним корпусом (Starfire IV, V і VI). Кілька ранніх психоделічних груп на Західному узбережжі використовували ці інструменти. Зокрема, на них грали гітаристи Боб Вейр і Джеррі Гарсія, басист Grateful Dead Філ Леш, а також басист Jefferson Airplane Джек Касада. Рідкісна електрогітара S-200 Thunderbird використовувалася Мадді Вотерсом і Залом Яновскі з The Lovin 'Spoonful .
Guild також розробила першу акустичну гітару з вирізом в корпусі для кращого доступу до нижніх ладів, дредноут D40-C. Дизайн, який був створений в 1972 році гітаристом Річардом («Ріком») Ексельенте, до сих пір використовується багатьма виробниками електрогітар.
У 1980-х роках Guild представила серію гітар із суцільним корпусом Superstrat, зокрема моделі Flyer, Aviator, Liberator і Detonator, T-200 і T-250 в стилі «телекастер» (схвалені Роєм Бьюкененом), а також баси Pilot Bass, з ладами і без ладів, з чотирма і п'ятьма струнами. Ці гітари стали першими інструментами Guild із загостреними грифами, за що їх іноді називали «гострим дурманом», «качиної ніжкою» і «ножем для торта».

## 1990-ті, Fender

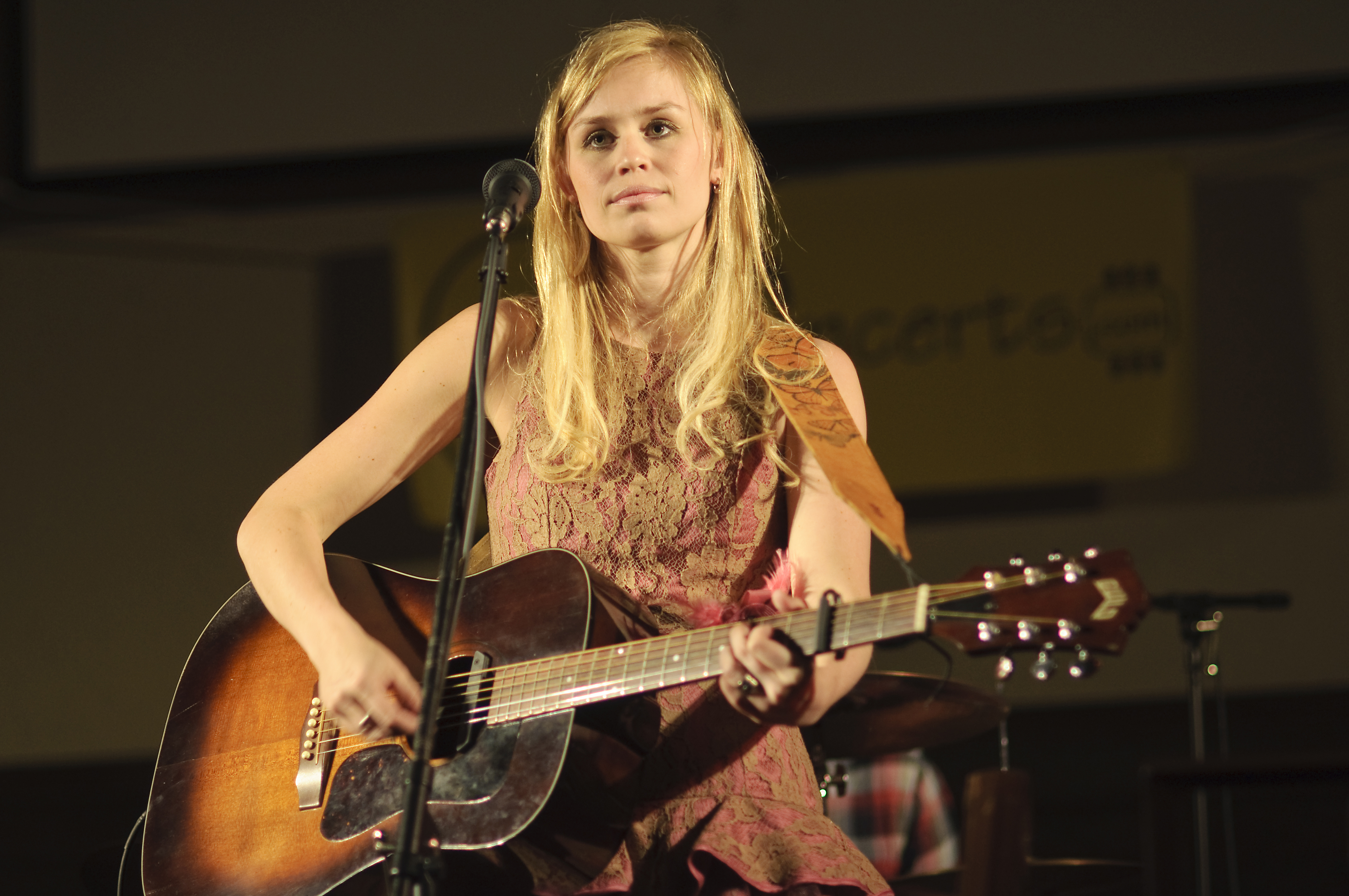
Шведська співачка Софія Талвік з гітарою Guild, 2010 рік

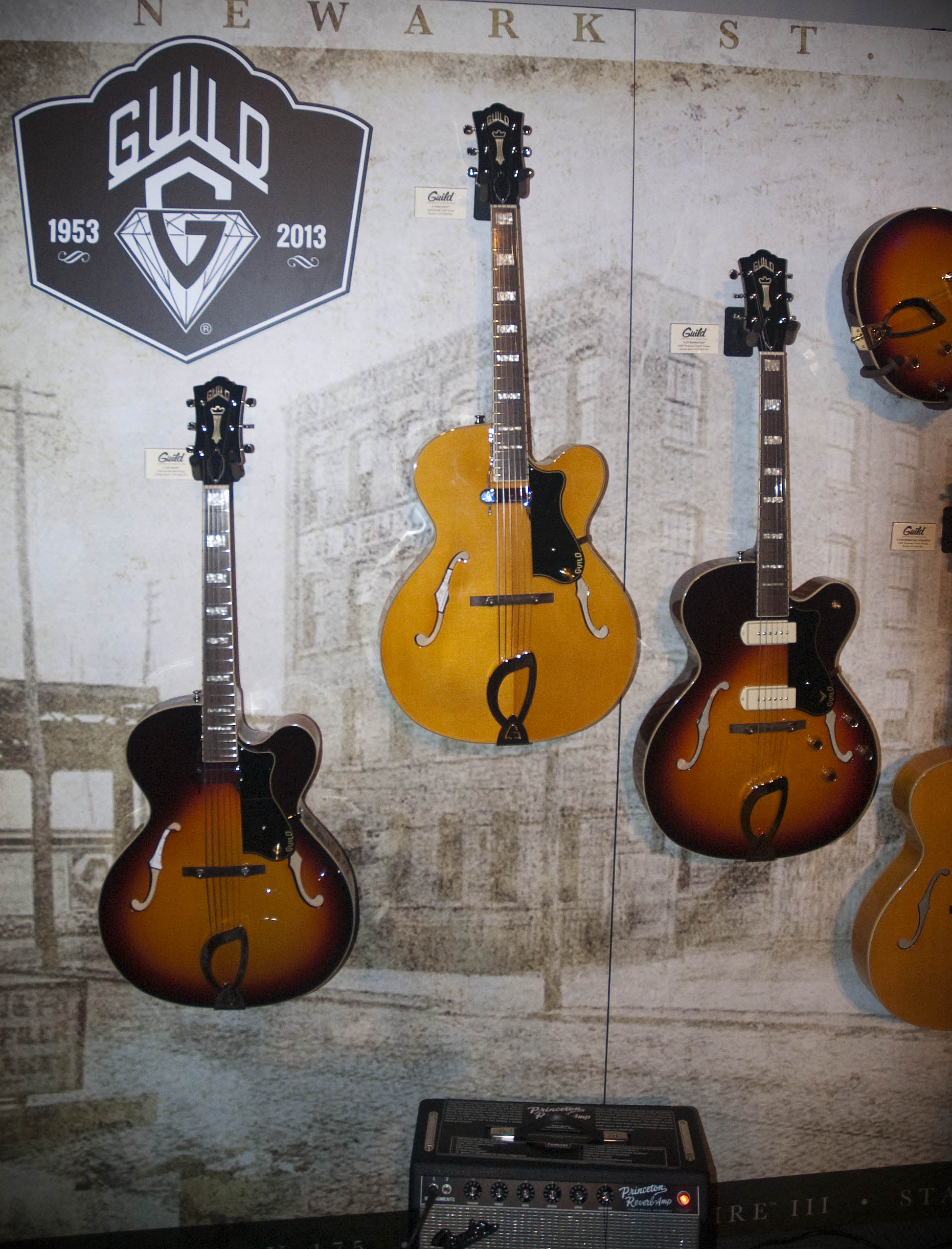
Гітари Guild з порожнистим корпусом, 2013 рік

Після декількох змін власників, в 1995 році Guild була куплена компанією Fender Musical Instruments Corporation . В кінці 2001 року Fender вирішив закрити завод Westerly, посилаючись на труднощі в області клімат-контролю і виробничого процесу на заводі, і переніс всю продукцію Guild на свій завод в Короні, штат Каліфорнія .
Виготовлення гітар в Короні тривало недовго, оскільки в 2004 році Fender придбала активи компанії Tacoma Guitar Company, і перемістила фабрику по створенню акустичних гітар Guild в Такому, штат Вашингтон . Виробництво електричних гітар Guild американського виробництва було повністю зупинено.
У 2008 році Fender вчергове перемістив виробничі потужності, купивши компанію Kaman Music Corporation і її невелике підприємство в Нью-Хартфорді, штат Коннектикут. Саме там відновилася ручна збірка всіх гітар Guild, вироблених в США.
У 2011 році моделі традиційної серії були вдосконалені за допомогою нової системи звукознімачів DTAR (DTAR-MS для декількох джерел), що дозволяла мікшувати сигнал з внутрішнього мікрофона і датчика під нижнім порожком. Попередні конфігурації DTAR включали тільки датчик під порожком.

## 2010-ті, Cordoba
В кінці весни — початку літа 2014 року завод Fender New Hartford Guild закрився, оскільки Fender почав підготовку до продажу бренду Guild. Cordoba Music Group (CMG), що базується в Санта-Моніці, штат Каліфорнія, придбала права на бренд Guild і почала будувати нове виробниче підприємство в Окснарді. 